# Gouvernement Krištopans
 (septembre 2023).
Si vous disposez d'ouvrages ou d'articles de référence ou si vous connaissez des sites web de qualité traitant du thème abordé ici, merci de compléter l'article en donnant les références utiles à sa vérifiabilité et en les liant à la section « Notes et références ».
République de Lettonie
Krasts Šķēle III
Le gouvernement Krištopans (en letton : Krištopana Ministru kabinets) est le gouvernement de la République de Lettonie entre le 26 novembre 1998 et le 16 juillet 1999, durant la septième législature de la Diète.

## Historique du mandat
Dirigé par le nouveau Premier ministre libéral Vilis Krištopans, précédemment ministre des Transports, ce gouvernement est constitué et soutenu par une coalition entre la Voie lettonne (LC), Pour la patrie et la liberté (TB/LNNK) et le Nouveau Parti (JP). Ensemble, ils disposent de 46 députés sur 100 à la Diète.
Il est formé à la suite des élections législatives du 3 octobre 1998.
Il succède donc au gouvernement du nationaliste Guntars Krasts, composé d'une alliance entre cinq partis politiques, dont TB/LNNK et la LC.
À partir du 5 février 1999, la majorité parlementaire s'élargit au Parti social-démocrate du travail letton (LSDSP), ce qui porte à 60 le total de députés soutenant le gouvernement.
Du fait de la récession induite par la crise financière russe, Krištopans présente sa démission le 6 juillet 1999. Il est remplacé dix jours plus tard par Andris Šķēle, qui forme son troisième cabinet avec le Parti populaire (TP), la LC et TB/LNNK.

## Composition

### Initiale (26 novembre 1998)
| Poste | Titulaire | Titulaire                                    | Parti   |
| --- | --------- | -------------------------------------------- | ------- |
| Premier ministre                                                                                            |           | Vilis Krištopans                             | LC      |
| Vice-Premier ministre Ministre des Transports                                                               |           | Anatolijs Gorbunovs                          | LC      |
| Vice-Premier ministre Chargé des Affaires de l'Union européenne                                             |           | Guntars Krasts                               | TB/LNNK |
| Ministre de la Défense                                                                                      |           | Ģirts Valdis Kristovskis                     | TB/LNNK |
| Ministre des Affaires étrangères                                                                            |           | Valdis Birkavs                               | LC      |
| Ministre des Affaires économiques                                                                           |           | Ainārs Šlesers (jusqu'au 10/05/1999)         | JP      |
| Ministre des Affaires économiques                                                                           |           | Intérim de Vilis Krištopans                  | LC      |
| Ministre des Finances                                                                                       |           | Ivars Godmanis                               | LC      |
| Ministre de l'Intérieur                                                                                     |           | Roberts Jurdžs                               | TB/LNNK |
| Ministre de l'Éducation et de la Science                                                                    |           | Jānis Gaigals                                | LC      |
| Ministre de la Culture                                                                                      |           | Karina Pētersone                             | LC      |
| Ministre du Bien-être social                                                                                |           | Vladimirs Makarovs                           | TB/LNNK |
| Ministre de la Justice                                                                                      |           | Ingrīda Labucka                              | JP      |
| Ministre de la Protection de l'environnement et du Développement régional                                   |           | Vents Balodis                                | TB/LNNK |
| Ministre de l'Agriculture                                                                                   |           | Intérim de Vilis Krištopans                  | LC      |
| Ministre de l'Agriculture                                                                                   |           | Vents Balodis (à partir du 23/12/1998)       | TB/LNNK |
| Ministre de l'Agriculture                                                                                   |           | Pēteris Salkazanovs (à partir du 05/02/1999) | LSDSP   |
| Ministre avec attributions spéciales Chargé des Relations avec les institutions financières internationales |           | Roberts Zīle                                 | TB/LNNK |
| Ministre avec attributions spéciales Chargé de l'Administration publique et de la Réforme territoriale      |           | Jānis Bunkšs                                 | LC      |
| Ministre d'État à l'Environnement                                                                           |           | Inese Vaidere                                | TB/LNNK |
| Ministre d'État aux Recettes de l'État                                                                      |           | Aija Poča                                    | LC      |

### Remaniement du 20 mai 1999
- Les nouveaux ministres sont indiqués en gras, ceux ayant changé d'attributions en italique.

| Poste | Titulaire | Titulaire                | Parti   |
| --- | --------- | ------------------------ | ------- |
| Premier ministre                                                                                            |           | Vilis Krištopans         | LC      |
| Vice-Premier ministre Ministre des Transports                                                               |           | Anatolijs Gorbunovs      | LC      |
| Vice-Premier ministre Chargé des Affaires de l'Union européenne                                             |           | Guntars Krasts           | TB/LNNK |
| Ministre de la Défense                                                                                      |           | Ģirts Valdis Kristovskis | TB/LNNK |
| Ministre des Affaires étrangères                                                                            |           | Valdis Birkavs           | LC      |
| Ministre des Affaires économiques                                                                           |           | Ingrīda Ūdre             | JP      |
| Ministre des Finances                                                                                       |           | Ivars Godmanis           | LC      |
| Ministre de l'Intérieur                                                                                     |           | Roberts Jurdžs           | TB/LNNK |
| Ministre de l'Éducation et de la Science                                                                    |           | Jānis Gaigals            | LC      |
| Ministre de la Culture                                                                                      |           | Karina Pētersone         | LC      |
| Ministre du Bien-être social                                                                                |           | Vladimirs Makarovs       | TB/LNNK |
| Ministre de la Justice                                                                                      |           | Ingrīda Labucka          | JP      |
| Ministre de la Protection de l'environnement et du Développement régional                                   |           | Vents Balodis            | TB/LNNK |
| Ministre de l'Agriculture                                                                                   |           | Pēteris Salkazanovs      | LSDSP   |
| Ministre avec attributions spéciales Chargé des Relations avec les institutions financières internationales |           | Roberts Zīle             | TB/LNNK |
| Ministre avec attributions spéciales Chargé de l'Administration publique et de la Réforme territoriale      |           | Jānis Bunkšs             | LC      |
| Ministre d'État à l'Environnement                                                                           |           | Inese Vaidere            | TB/LNNK |
| Ministre d'État aux Recettes de l'État                                                                      |           | Aija Poča                | LC      |
| Ministre d'État à la Santé                                                                                  |           | Viktors Jaksons          | TB/LNNK |
| Ministre d'État à l'Enseignement supérieur et à la Science                                                  |           | Tatjana Koķe             | JP      |
| Ministre d'État aux Forêts                                                                                  |           | Gints Kaktiņš            | LSDSP   |